# 巴克蘭 (麻薩諸塞州)
巴克蘭（英語：Buckland）是一個位於美國麻薩諸塞州富蘭克林縣的鎮。

## 人口
根據2020年美國人口普查的數據，巴克蘭的面積為51.50平方千米，當中陸地面積為50.90平方千米，而水域面積為0.60平方千米。當地共有人口1816人，而人口密度為每平方千米35人。